# Anthony Kennedy
Anthony McLeod Kennedy (* 23. července 1936 Sacramento, Kalifornie) je americký právník, bývalý soudce Nejvyššího soudu Spojených států od roku 1988 až do odchodu do penze v roce 2018. Nominován byl prezidentem Ronaldem Reaganem v roce 1987 a do funkce nastoupil 18. února 1988. Po odchodu soudkyně Sandry Day O'Connorové do penze v roce 2006 byl tím, který často rozhodoval hlasování Robertsova soudu v případech, které končily poměrem hlasů 5:4.
Narodil se v Sacramentu v Kalifornii. Po ukončení studií na právnické fakultě Harvardovy univerzity převzal advokátní praxi svého otce. V roce 1975 ho president Gerald Ford jmenoval soudcem Odvolacího soudu Spojených států pro Devátý okruh. V listopadu 1987 byl prezidentem Ronaldem Reaganem nominován do Nejvyššího soudu na uprázdněné místo po soudci Lewisi Powellovi, poté, co prezident Reagan dvakrát neuspěl se svým nominačním návrhem. V únoru 1988 pak Kennedy získal v Senátu jednomyslné potvrzení své nominace. Po úmrtí soudce Antonina Scalii v únoru 2016 se Kennedy stal seniorním soudcem Nejvyššího soudu a zůstal jím až do svého odchodu do penze v červenci 2018. Prezident Donald Trump nahradil Kennedyho jeho bývalým asistentem, Brettem Kavanaughem.
Kennedy byl autorem většinového názoru soudu v několika důležitých případech, např. Boumediene v. Bush, Citizens United v. FEC, a ve čtyřech soudních případech práv homosexuálů (Romer v. Evans, Lawrence v. Texas, United States v. Windsor, and Obergefell v. Hodges). Je také spoluautorem většinového názoru v případu Planned Parenthood v. Casey.